# Caecum eliezeri
Caecum eliezeri is een slakkensoort uit de familie van de Caecidae. De wetenschappelijke naam van de soort is voor het eerst geldig gepubliceerd in 1997 door Absalão.